# Ferial Alibali
Ferial Alibali właśc. Ferial Meçule (ur. 10 stycznia 1933 w Lushnji, zm. 14 maja 2011 w Tiranie) – albańska aktorka.

## Życiorys
Ukończyła liceum artystyczne Jordan Misja w Tiranie. Po ukończeniu nauki podjęła pracę w teatrze zawodowym w Korczy. W 1953 należała do grona założycieli Teatru Aleksandër Moisiu w Durrës. Na scenie w Durrës zadebiutowała w dramacie Fatmira Gjaty Vajza nga fshati. Od 1955 występowała na scenie Teatru Ludowego w Tiranie. W marcu 1975 mąż Ferial, dziennikarz Xhevat Alibali został aresztowany z zarzutem agitacji skierowanej przeciwko władzy ludowej. Wraz z nim oskarżono jego brata Ylliego Alibaliego, który został oskarżony o szpiegostwo na rzecz Polski. Sąd Okręgowy w Durrës skazał go na 10 lat więzienia, a jego żona utraciła możliwość pracy w teatrze. Aby utrzymać siebie i dwoje dzieci pracowała jako krawcowa. W latach 90. przeszła na emeryturę, ale nie powróciła już na scenę. W 2011 zmarła w swoim domu w Tiranie.
Wystąpiła w jednym filmie fabularnym.

## Role filmowe
- 1971: Malet me blerim mbuluar jako żona Safy Ymeriego